# Bamburgh
Bamburgh – wieś w Anglii, w hrabstwie Northumberland. Leży 71 km na północ od miasta Newcastle upon Tyne i 467 km na północ od Londynu. W 2001 miejscowość liczyła 454 mieszkańców.
We wsi znajduje się Zamek Bamburgh.